# يو إف سي على إي إس بي إن: ماخاشيف ضد مويسيس
يو إف سي على إي إس بي إن: ماخاشيف ضد مويسيس (بالإنجليزية: UFC on ESPN: Makhachev vs. Moisés)‏ (المعروفة أيضًا باسم يو إف سي على إي إس بي إن 26) كان حدث لفنون القتال المختلطة نظّمته بطولة القتال النهائي، أُقيم في 17 يوليو 2021 في منشأة يو إف سي أبيكس في إنتربرايز، نيفادا، وهي جزء من منطقة وادي لاس فيغاس، الولايات المتحدة.

## بطاقة القتال
المصدر: